# Torbda philippina
Torbda philippina är en stekelart som beskrevs av Gupta 1983. Torbda philippina ingår i släktet Torbda och familjen brokparasitsteklar. Inga underarter finns listade i Catalogue of Life.